# Lánzsérújfalu
Lánzsérújfalu (korábban Kis-Újfalu, németül: Neudorf bei Landsee, horvátul: Tjespuh) Sopronszentmárton mezőváros része Ausztriában, Burgenland tartományban, a Felsőpulyai járásban.

## Fekvése
Sopronszentmárton központjától  2 km-re nyugatra  fekszik.

## Története
1910-ben 300, túlnyomóan német lakosa volt.
A trianoni békeszerződésig Sopron vármegye Felsőpulyai járásához tartozott, majd 1921-ben Ausztriához került. 1971-ben Lánzsérral együtt Sopronszentmártonhoz csatolták.

## Külső hivatkozások
- Lánzsérújfalu önálló webportálja
- Sopronszentmárton hivatalos oldala (németül)
- Lánzsér története Archiválva 2010. január 19-i dátummal a Wayback Machine-ben (magyarul)